# Daniel Jobim
Daniel Jobim, nome completo Daniel Canetti Jobim (Rio de Janeiro, 23 febbraio 1973), è un cantante, compositore e pianista brasiliano.

## Biografia
Figlio di Paulo Jobim e nipote di Tom Jobim, ha registrato e suonato al fianco di artisti come Dorival Caymmi, João Gilberto, Caret Bayer Sager, Stevie Wonder e Sting.
Nel 1995 ha vinto un Grammy, come produttore di Antonio Brasileiro, album postumo di Tom Jobim, nella categoria Best Latin Jazz Performance. Nel 1995 ha formato il supergruppo The Bridge con Vinnie Colaiuta, Michael Sembello, Paulinho Da Costa, Nate Watt, Toshi Kubota e Dudu Falcao. Nel 1997 la band ha pubblicato in Giappone e negli Stati Uniti l'album eponimo.
Alla fine degli anni '90, ha creato il Jobim Trio con Paulo Jobim e Paulo Braga, per onorare il 50 ° anniversario della bossa nova. Il repertorio comprendeva classici come Chega de Saudade, più alcune canzoni già incise dal Clube da Esquina e una composizione inedita di Daniel Jobim, Blue Days. Hanno quindi intrapreso un tour internazionale che ha toccato sia il continente europeo sia il Nordamerica.
Nel 2014 l'artista brasiliano ha portato per il mondo lo spettacolo  A twist of Jobim, progetto che ha coinvolto grandi nomi della musica come Lee Ritenour, Dave Grusin e Lisa Ono.
Nel 2016 ha suonato al pianoforte durante la cerimonia di apertura delle Olimpiadi di Rio.
Nel 2018 Daniel Jobim insieme ad Ana Carolina si è esibito al festival di Sanremo, in abbinamento con Mario Biondi  nella serata dedicata ai duetti.